# RC Revenge
 (janvier 2025).
RC Revenge est un jeu vidéo de course développé par Acclaim Studios Cheltenham et édité par Acclaim Entertainment, sorti en 2000 sur PlayStation. Il a été porté sur PlayStation 2 sous le titre RC Revenge Pro. C'est une suite à Re-Volt, sorti en 1999.

## Développement
RC Revenge Pro est un portage amélioré sorti sur PlayStation 2. Il intègre plus de voitures, un monde inédit (les Pirates) et un nouvel éditeur de circuit.  

## Synopsis
Le joueur est accueilli, dès son entrée, aux abords d'un gigantesque parc d'attractions composé de divers stands à thèmes.

## Système de jeu
Une fois sur le menu principal, le joueur a la possibilité de découvrir les différents aspects du jeu, dont les options du jeu et l'éditeur de circuit.

### Modes de jeu
Quatre modes de jeu différents sont disponibles :
- Championnat : Il est impératif de maîtriser huit niveaux de compétition. Il existe la coupe de bronze, d'argent, d'or et enfin de platine, puis les coupes inversées. Pour accéder au podium, il faut terminer parmi les trois premiers. Chaque fois que le joueur gagne une coupe (c'est-à-dire finir vainqueur pour débloquer le championnat suivant), il acquiert de nouvelles voitures et de nouveaux circuits. À mesure que son classement augmente, il gagne plus de points.
- Course simple : Après avoir choisi la voiture et le circuit, le joueur participe à une course effrénée avec sept autres concurrents.
- Contre la montre : Ce mode met l'accent sur la vitesse et l'audace. Tentez de réaliser le temps le plus rapide sur les circuits pour obtenir le nouveau record (sens normal et sens inversé).
- Multijoueur : Le dernier mode offre la possibilité à deux joueurs de s'affronter.

### Sélection des voitures
Dès le début, le joueur a un large choix de petites voitures télécommandées à votre disposition. Au fur et à mesure, il peut obtenir de nouvelles voitures. Chacune d'entre elles se caractérise par différentes capacités : la vitesse, l'accélération et la maniabilité.
Les voitures se changent en bateaux dès qu'elles franchissent un portail interdimensionnel.

### Sélection des circuits
Au commencement, il y a peu de circuits utilisés par les joueurs. Néanmoins, en remportant la coupe, le joueur accède à un nouveau championnat avec de nouvelles pistes sur lesquelles il peut courir dans les autres modes. Les circuits sont fondés chacun sur une zone différente du parc à thèmes cinématographiques. Les parcs à thème sur le cinéma sont :  
- La Jungle
- Au Pays de l'horreur
- Planètes Aventure
- Au Pays du Monstre
- Studios AKLM
- Le Monde des Pirates

Il existe également des circuits cachés, déblocable uniquement via le mode championnat. 
- Miroir : Tout est placé à l'envers
- Inversé : Le circuit se parcours à l'envers
- Miroir Inversé : Tout est placé à l'envers dans un circuit en sens inversé

Une option permettant l'activation de Bonus d'armes peut être activée. Un bonus apparaît alors sur le circuit en forme de carré bleu avec un point d'interrogation. Le joueur ne sait ce qu'il a collecté jusqu'à son apparition. Le joueur ne peut transporter qu'un bonus à la fois. Certains bonus agissent différemment à partir d'un bateau. Les bonus sont :
- Batterie (Boostez la batterie de votre moteur et bénéficier momentanément d'une poussée de vitesse)
- Missile (Obtenez de 1 à 3 missiles. Une fois tirés, ils se lancent à travers le circuit pour cibler un autre adversaire.)
- Lance-flammes (Enflammez les roues de vos adversaires, une utilisation temporaire mais efficace)
- Éclair bleu (Tirez cette charge électrique bleue pour paralysé momentanément tout adversaire à portée de tir)
- Flaque d'huile (Un seul contact avec cette mini-marée et la piste devient glissante pour vos adversaires. Sur l'eau, elles encrassent leurs moteurs et les ralentissent)
- Mines rebondissantes (Obtenez de 1 à 3 mines. Une fois qu'elles sont lâchés, elles rebondissent sur le sol et contre les murs. Attention sur l'eau, les mines flottent devant vous et le resteront sauf si elles rentrent en contact avec une voiture)
- Bouclier (Utilisez un bouclier pour vous protéger contre les armes des adversaires.)
- Bombes à eau (Obtenez de 1 à 3 bombes à eau. Une fois lancées avec une bonne précision vous pouvez toucher un adversaire afin de l’emprisonner à l’intérieur, momentanément)
- Onde de choc (Libérez une onde sismique qui se propage autour de votre véhicule, repoussant et causant des dommages au moteur de vos adversaires à proximité)
- Leurre (Il prend l’apparence d'un bonus normal. En réalité c'est une petite bombe prête à exploser au moindre contact)
- L'arme fatale (Un bonus rare, faites tomber la foudre sur vos adversaires, les ralentissant)
- Armes spéciales (Réservés exclusivement à certaines voitures cachées)

PS : Certaines options du jeu permettent entre autres d'activer ou de désactiver les objets, d'augmenter ou de diminuer le nombre de tours et d'adversaires informatiques.  

## Codes et astuces
Les codes à rentrer s'effectuent sur le menu principal, déverrouillant l'ensemble du contenu.

## Trivial
Les voitures présentent dans ce jeu sont trouvables sur le site officiel Re-Volt World.

## Accueil
Les avis sur le jeu sont partagés (note de 13/20 sur jeuxvideo.com), la remarque la plus notable est qu'il manque de contenu.
Malgré tout, RC Revenge Pro demeure un jeu accessible et reste nostalgique pour un grand nombre d'utilisateur.[réf. nécessaire]